# Trispiniphora kuenburgoidea
Trispiniphora kuenburgoidea är en tvåvingeart som beskrevs av Ronald Henry Lambert Disney och Mikhailovskaya 2000. Trispiniphora kuenburgoidea ingår i släktet Trispiniphora och familjen puckelflugor. Inga underarter finns listade i Catalogue of Life.